# Metz-Robert
Metz-Robert är en kommun i departementet Aube i regionen Grand Est (tidigare regionen Champagne-Ardenne) i nordöstra Frankrike. Kommunen ligger  i kantonen Chaource som ligger i arrondissementet Troyes. År 2022 hade Metz-Robert 55 invånare.

## Befolkningsutveckling
Antalet invånare i kommunen Metz-Robert
Referens: INSEE